# Дир Крик (Минесота)
Дир Крик (енгл. Deer Creek) град је у америчкој савезној држави Минесота.

## Демографија
По попису из 2010. године број становника је 322, што је 6 (-1,8%) становника мање него 2000. године.
| Група             | 2000.       | 2010.       |
| Белци             | 320 (97,6%) | 315 (97,8%) |
| Афроамериканци    | 1 (0,3%)    | 0 (0,0%)    |
| Азијати           | 0 (0,0%)    | 0 (0,0%)    |
| Хиспаноамериканци | 1 (0,3%)    | 2 (0,6%)    |
| Укупно            | 328         | 322         |